# Todd Perry (tenisista)
Todd Scott Perry (ur. 17 marca 1976 w Adelaide) – australijski tenisista.

## Kariera tenisowa
Praworęczny zawodnik treningi tenisowe rozpoczął w wieku 5 lat.
W latach 1998–2009 występował jako tenisista zawodowy.
Specjalizował się głównie w grze podwójnej, odnosząc w tej konkurencji 6 zwycięstw w turniejach rangi ATP World Tour i osiągając 11 finałów. Najskuteczniejszą parę tworzył z Simonem Aspelinem, z których wygrał 3 turnieje i uczestniczył w 8 finałach. Perry doszedł łącznie, z Simonem Aspelinem, do 4 wielkoszlemowych ćwierćfinałów – Australian Open w 2006 roku, Wimbledonu w latach 2004 i 2006 oraz US Open w 2005 roku.
W rankingu gry pojedynczej Perry najwyżej był na 385. miejscu (9 lipca 2001), a w klasyfikacji gry podwójnej na 16. pozycji (15 maja 2006).

### Finały w turniejach ATP World Tour
| Legenda                                      |
| -------------------------------------------- |
| Wielki Szlem                                 |
| Igrzyska olimpijskie                         |
| Tennis Masters Cup / ATP Finals              |
| ATP Masters Series / ATP Tour Masters 1000   |
| ATP International Series Gold / ATP Tour 500 |
| ATP International Series / ATP Tour 250      |

#### Gra podwójna (6–11)
| Końcowy wynik | Nr  | Data                 | Turniej         | Nawierzchnia    | Partner         | Przeciwnicy                      | Wynik finału        |
| ------------- | --- | -------------------- | --------------- | --------------- | --------------- | -------------------------------- | ------------------- |
| Finalista     | 1.  | 27 lipca 2003        | Umag            | Ceglana         | Thomas Shimada  | Álex López Morón Rafael Nadal    | 1:6, 3:6            |
| Zwycięzca     | 1.  | 14 września 2003     | Costa do Sauípe | Twarda          | Thomas Shimada  | Scott Humphries Mark Merklein    | 6:2, 6:4            |
| Finalista     | 2.  | 11 lipca 2004        | Båstad          | Ceglana         | Simon Aspelin   | Mahesh Bhupathi Jonas Björkman   | 6:4, 6:7(2), 6:7(6) |
| Finalista     | 3.  | 18 lipca 2004        | Stuttgart       | Ceglana         | Simon Aspelin   | Jiří Novák Radek Štěpánek        | 2:6, 4:6            |
| Finalista     | 4.  | 9 stycznia 2005      | Adelaide        | Twarda          | Simon Aspelin   | Xavier Malisse Olivier Rochus    | 6:7(5), 4:6         |
| Finalista     | 5.  | 16 stycznia 2005     | Auckland        | Twarda          | Simon Aspelin   | Yves Allegro Michael Kohlmann    | 4:6, 6:7(4)         |
| Zwycięzca     | 2.  | 6 lutego 2005        | Delray Beach    | Twarda          | Simon Aspelin   | Jordan Kerr Jim Thomas           | 6:3, 6:3            |
| Zwycięzca     | 3.  | 20 lutego 2005       | Memphis         | Twarda (hala)   | Simon Aspelin   | Bob Bryan Mike Bryan             | 6:4, 6:4            |
| Finalista     | 6.  | 19 czerwca 2005      | Nottingham      | Trawiasta       | Simon Aspelin   | Jonatan Erlich Andy Ram          | 6:4, 3:6, 5:7       |
| Finalista     | 7.  | 24 lipca 2005        | Indianapolis    | Twarda          | Simon Aspelin   | Paul Hanley Graydon Oliver       | 2:6, 1:3 krecz      |
| Finalista     | 8.  | 24 października 2005 | Tokio           | Twarda          | Simon Aspelin   | Satoshi Iwabuchi Takao Suzuki    | 4:5(3), 4:5(13)     |
| Finalista     | 9.  | 15 stycznia 2006     | Auckland        | Twarda          | Simon Aspelin   | Andrei Pavel Rogier Wassen       | 3:6, 7:5, 4–10      |
| Zwycięzca     | 4.  | 29 października 2006 | Petersburg      | Dywanowa (hala) | Simon Aspelin   | Julian Knowle Jürgen Melzer      | 6:1, 7:6(3)         |
| Zwycięzca     | 5.  | 7 stycznia 2007      | Adelaide        | Twarda          | Wesley Moodie   | Novak Đoković Radek Štěpánek     | 6:4, 3:6, 15–13     |
| Zwycięzca     | 6.  | 15 kwietnia 2007     | Walencja        | Ceglana         | Wesley Moodie   | Yves Allegro Sebastián Prieto    | 7:5, 7:5            |
| Finalista     | 10. | 28 października 2007 | Petersburg      | Dywanowa (hala) | Jürgen Melzer   | Daniel Nestor Nenad Zimonjić     | 1:6, 6:7(3)         |
| Finalista     | 11. | 25 maja 2008         | Casablanca      | Ceglana         | James Cerretani | Albert Montañés Santiago Ventura | 1:6, 2:6            |